# Imaginisme rus
L'imaginisme rus, imatgisme o imaginisme (rus: Имажини́зм Imaginizm) fou un moviment d'avantguarda literària, essencialment poètica, que existí a Rússia després de la Revolució de 1917. Va ser fundat oficialment el 1918 a Moscou per un grup de poetes que inclouen Anatoli Marienhof, Vadim Xerxenévitx i Serguei Iessenin, amb la voluntat de distanciar-se dels futuristes. El seu nom pot haver estat inspirat per l'imaginisme anglès i estatunidenc. Estilísticament es consideren hereus de l'ego-futurisme. Els imaginistes creaven poesia basant-se en seqüències d'imatges xocants i extraordinàries. Empraven un gran nombre de metàfores, sovint encadenant-les en els seus poemes. Entre els altres membres del grup es poden esmentar Rúrik Ivnev, Aleksandr Kussikov, Ivan Gruzinov, Matvei Roizman i l'important dramaturg Nikolai Erdman. El gener de 1919 van publicar un manifest, la major part del qual va ser redactat per Xerxenèvitx. Molts dels imaginistes eren lliurepensadors i ateus. L'imaginisme tenia el seu centre a les dues grans ciutats russes de Moscou i Sant Petersburg, si bé comptaven també amb altres grups a Kazan, Saransk i a Ucraïna. Els imaginistes organitzaren quatre editorials de poesia, una de les quals portava el mateix nom del moviment, i publicava la revista lírica Гостиница для путешествующих в прекрасном ("Casa d'hostes per als viatgers a la bellesa").
El grup es dissolgué el 1925, i el 1927 va quedar liquidat oficialment. La seva influència, si més no, segueix sent forta a Rússia. Alguns dels poemes de Iessenín i Xerxenèvitx, les memòries de Marienhof i les obres d'Erdman encara es publiquen i sempre tenen demanda. Després de la desaparició del grup, els "joves imaginistes" es van declarar seguidors de la tendència durant la dècada de 1930, de la mateixa manera que els "meloimaginistes" es relacionaven amb el grup original als anys de 1990.